# Henry Samuel Boase
Henry Samuel Boase (1799-1883), geólogo inglés, hijo mayor de Henry Boase (1763-1827), nació en Londres el 2 de septiembre de 1799.
Se educó parcialmente en la escuela de gramática de Tiverton, y parcialmente en Dublín, donde estudió química. Posteriormente se trasladó a Edinburgh, obteniendo el grado de M.D. en 1821. Trabajó como practicante médico por algunos años en Penzance, donde la geología llamó su atención. Se convirtió en secretario de la Real Sociedad Geológica de Cornualles, y un miembro del comité de la Real Sociedad Politécnica de Cornualles. En 1837 se volvió fellow de la Royal Society.
Los resultados de sus observaciones se encuentran en su trabajo Treatise on Primary Geology (1834).
Boase se retiró en 1871, y murió el 5 de mayo de 1883.